# Russell Hellickson
Russell Hellickson est un lutteur américain spécialiste de la lutte libre né le 29 mai 1948 à Madison (Wisconsin).

## Biographie
Lors des Jeux olympiques d'été de 1976, il remporte la médaille d'argent en combattant dans la catégorie des -100 kg.